# Luis Vargas (músico)
Luis Rafael Valdez Vargas (Santa María, Provincia de Monte Cristi; 23 de mayo de 1961), conocido como Luis Vargas  es un autor y compositor de bachata dominicano. Forma parte de la trinidad de los bachateros más grande de la historia que incluye a Antony Santos y Raulin Rodríguez.
Uno de los cantantes de bachata dominicanos más importantes de los últimos tiempos. Al igual que Blas Durán, Vargas incorporó elementos modernos y populares en sus grabaciones de bachata, como la guitarra eléctrica y grabaciones multi-track, introduciendo la música tradicional dominicana a una nueva generación.

## Primeros años
Vargas nació en Santa María, un pueblo del municipio de Pepillo Salcedo el 23 de mayo del 1961 y es hijo de Ana Victoria Vargas Pérez y Juan Bautista Valdez Santana. Sus abuelos fueron Ángel María Vargas, Amelia Pérez, Nicolás Valdez y Eligia Santana. Estos dos últimos eran sus abuelos paternos.
A los 16 años su padre lo ingresó en el Ejército Nacional, en Mao, Valverde pero a él no le gustaba la idea de ser militar, porque en realidad se sentía músico de nacimiento.
Como tantos músicos de La línea (frontera entre la República Dominicana y Haití), Vargas tocaba merengue típico, con güira, tambora y acordeón. Estos instrumentos ya se usaban en la bachata, pero Vargas introdujo otros elementos, como tocar el bongó con palillos en vez de las manos, y tocando ritmos del merengue. 
Cuando salió del Ejército, conoció a un joven llamado Abilo, quien era el único que por toda la región tocaba la guitarra. Él le enseñó los primeros tonos, con una guitarra que le había comprado su madre.
Luis pasó parte de su tiempo viajando a Guayubín donde se quedaba en ocasiones con su hermana Maritsa, quien fue esposa de Blas Olivo, hermano de Chichi Olivo y Guayubín Olivo.

## Carrera musical
Vargas comienza a grabar bachata en 1982, pero no tuvo éxito hasta el final de la década, cuando introdujo su nuevo estilo de "merengue de guitarra".
Un año más tarde grabó su primer sencillo, un 45 RPM, que era lo que se usaba en aquella época. Lo triste fue, que él mismo salió a vender el disco tienda por tienda.
Luis Vargas es un entrañable amigo del gran bachatero dominicano Antony Santos, quien le ha servido de gran ayuda en su carrera.
Luis Vargas logra consolidar su carrera como artista profesional en el género de bachata en República Dominicana, teniendo en su haber más de 20 producciones con otros sellos discográficos. A mediados de 2001 lanza al mercado el álbum "En persona", el primero con su nueva casa discográfica.
En septiembre de 2014 presenta el sencillo Aléjate, se dedica a la promoción del mismo y para el 2015 ya aparece en las listas de popularidad como Top Latin Songs - Bachata República Dominicana de Monitor Latino en las primeras 10 posiciones, consolidando un éxito en su carrera.

## Rivalidad con Antony Santos
Desde que Antony Santos se separó de Vargas para ser independiente no ha parado la rivalidad entre éstos, a tal punto que Vargas a retado a Santos a un duelo musical.
En el programa radial El Pachatazo, que conduce Frederick Martínez, por la emisora La Kalle 105.9 FM, Vargas dio declaraciones que su exempleado el también bachatero Antony Santos, le tiene miedo, y un terror tan grande que le obliga a suspender los bailes, cuando ambos tocan en establecimientos cercanos.

## Vida personal
Vargas se caracterizó, en sus inicios, por llevar una vida un poco desorganizada, crio 7 hijos de diferentes mujeres que alegaban era él el padre, luego de muchos años, por pruebas de ADN se obtuvieron los resultados y sólo 2 si eran sus verdaderos hijos. Al enterarse de esto, se puso en contacto con las madres de esos 5 niños y ellas decidieron buscarlos aún cuando Luis Vargas no tenía problemas con seguir haciendo y cumpliendo su papel de padre.
Vargas vivió por un tiempo en el municipio de Guayubín con su ex-cuñado Blas Olivo hermano de los reconocidos pitchers Guayubín Olivo y Chi-Chi Olivo.

## Discografía
1983: El Debate: Merengues de Verdad 
- 1. Que Voy a Hacer
- 2. La Varita
- 3. El Anillo
- 4. La Huerfanita
- 5. El Debate
- 6. Traición de Hombre y Mujer
- 7. El Comparón
- 8. La Comezón
- 9. Vienen a Gozar
- 10. Busco Un Corazón

1989: Sin Hueso 
- 1. Sin Hueso
- 2. La Tapa
- 3. El Acurrucaito
- 4. El Pelotero
- 5. Como Quiera Da
- 6. El Motor
- 7. Lo Bueno No Se Repite
- 8. Los Biberones
- 9. Mujer Maliciosa
- 10.Sixto Zapata

1990: El Tomate 
- 1. El Tomate
- 2. A Mamey Fui
- 3. El Machetazo
- 4. Ay, Papi, Si
- 5. Esa Mujer
- 6. Burbujas de Amor
- 7. El Muñeco
- 8. Rubia de Mis Amores
- 9. De Ti Me Separo
- 10.El Tiguerón

1990: La Maravilla 
- 1. La Maravilla
- 2. Si Tu Mujer Llega
- 3. El Zapatero
- 4. El Muchachito
- 5. La Traicionera
- 6. El Cepillo
- 7. Tu Deseo Suerte
- 8. Una Cruel Mujer
- 9. El Tiguerón
- 10. Me Muero de Celos
- 11. Las Leyes del Amor

1991: El Maíz 
- 1. El Maíz
- 2. No Me Dejes Solito
- 3. Cuánta Diferencia
- 4. Bebiendo Por Ella
- 5. El Departamento
- 6. El Novio de Josefina
- 7. Que Venga
- 8. Que Vivan las Mujeres
- 9. Dale Su Mamá
- 10. Mala Mujer
- 11. Hazme Una Señita

1992: Candela 
- 1. Candela
- 2. Tú Quieres de Eso
- 3. Quiero Una Mujer Moderna
- 4. El Gato
- 5. Recogí la Traicionera
- 6. El Sueño
- 7. Consejo Doy
- 8. New York
- 9. Mamá Me la Sé
- 10. No Hay Más Madera

1993: En Serio 
- 1. Lo Que Me Pasó En Mi Pueblo
- 2. El Grito
- 3. La Mortificadora
- 4. Este Tonto Corazón
- 5. Valor de Hombre
- 6. El Envidioso
- 7. No Te Quiero Perder
- 8. Adagio de Mi País
- 9. Lucha Por Ella
- 10. Aquí Está Tu Hombre

1994: Loco de Amor 
- 1. Loco de Amor
- 2. Ceniza Fría
- 3. Protagonista
- 4. La Mujer Que Yo Más Quiero
- 5. Nena Se Me Fue
- 6. La Mesa del Rincón
- 7. Voltéate
- 8. ¿Por Qué?
- 9. Póntele Duro
- 10. Por Ti

1995: Fuera de Serie 
- 1. El Brincaíto
- 2. La Niña Adolescente
- 3. El Parrandero
- 4. Mi Morena
- 5. Falta
- 6. El Debate
- 7. Yo Te Creía
- 8. Venceré
- 9. Estoy Sospechando
- 10. Madre

1996: Rompiendo Corazones 
- 1. La Espada de Mi Amor
- 2. El Macho
- 3. Mujer Sin Alma
- 4. Ese Niño Soy Yo
- 5. Corazón Enamorado
- 6. El Gato Seco
- 7. La Mujer es lo Mejor
- 8. El Chivo
- 9. Mensajero de los Dioses
- 10. Los Famosos De La Línea

1997: Volvió el Dolor
- 1. Volvió el Dolor
- 2. Distancia
- 3. Veneno
- 4. Bachatero y Qué
- 5. Amigo
- 6. Castigo de Amor
- 7. Accidente
- 8. Ojitos Llorones
- 9. Niña Loca
- 10. Usted Cree Que Es Así
- 11. Te Sigo Amando
- 12. Tranquila

1999: Desamor 
- 1. Tarde Te Arrepientes
- 2. Que Hago
- 3. El Llorón
- 4. Rosa Prohibida
- 5. Vieja del Bonche
- 6. Me Equivoqué
- 7. Mami Mami
- 8. Que Te Aproveche
- 9. Niña de Pelo Negro
- 10. Señora
- 11. La Cosquillita

2000: Inocente 
- 1. Inocente
- 2. Experiencias Vividas
- 3. Con el Corazón
- 4. El Comino
- 5. Hipócrita
- 6. Eres Una Pena
- 7. El Verso
- 8. No Te Engañe
- 9. Sufrido

2001: En Persona 
- 1. Dos Hombres Bebiendo - (con Sergio Vargas)
- 2. Yo Mismo la Vi
- 3. Santo Domingo
- 4. Si Tú Me Dejas
- 5. El Haitianito
- 6. Lo Sé
- 7. Mujer, Mujer
- 8. Dajabón
- 9. Amores Enfermos
- 10. El Cuchillo
- 11. Soy Así - (con Valeria)

2002: Hablando Crudo 
- 1. Vuélvete a Ir
- 2. El Cuchillo
- 3. Si Tú Me Dejas
- 4. Yo Mismo la Vi
- 5. Lo Sé
- 6. Dajabón
- 7. Dos Hombres Bebiendo
- 8. El Haitiano
- 9. Santo Domingo
- 10. Amores Eternos
- 11. El Engaño

2003: La Sangre Llama 
- 1. La Otra
- 2. Ve y Dile
- 3. El Engaño
- 4. Si Pierdo a Mis Padres
- 5. La Sangre Llama
- 6. Me Rompiste el Corazón
- 7. Homenaje a Chiguete
- 8. Ahora Me Desprecia
- 9. Por Tu Amor
- 10. El Preso
- 11. Yo No Sé de Eso

2004: Mensajero 
- 1. Simplemente Te Amo
- 2. Mensaje a Papá
- 3. Quise Darle Amor
- 4. De Mí Para Ti, De Ti Para Mí
- 5. Mujeres Son Buenas (Merengue)
- 6. Mis 20 Años
- 7. Obligao No Se Vale
- 8. Quiero Tenerte (Merengue)
- 9. Que le Pasó a José
- 10. Otra Vez
- 11. Mi Propio Pueblo
- 12. Que Hago Ya en Tu Casa
- 13. Simplemente Te Amo [Versión Radio]

2005: Inolvidable 
- 1. Y Tú Que Me Has Dado
- 2. Así es el Amor
- 3. Te Hice Olvidar
- 4. La Voy a Llorar
- 5. Inolvidable
- 6. Ven Que Te Amo
- 7. Que Me Hiciste
- 8. Maldita Pasión
- 9. Amándote
- 10. Dile la Verdad
- 11. Las Mujeres Celosas
- 12. La Pesadilla

2007: Urbano 
- 1. Dame Una Razón
- 2. Carta Final
- 3. Ajena
- 4. La Herida
- 5. Pagando Mi Error
- 6. Como a las Diez
- 7. Los Ladrones
- 8. Bella Idiota
- 9. Libre Otra Vez
- 10. Sorpresa de la Vida
- 11. Mejor Que Yo
- 12. Dominicano

2010 The Legend 
- 1. llevatelo Todo
- 2. Traficante De Ilusiones (Soy Asi)
- 3. Pero No Puedo Vivir Sin Ti
- 4. Segunda Memoria
- 5. Qué Sabe La Gente
- 6. Cancion Para Mi Hijo
- 7. Dime
- 8. Eso Amor
- 9. Idiot
- 10. Dolor
- 11. Siempre Pierdo En El Amor
- 12. Llora Corazon
- 13. Ojala Que No Puedas

2012: Los 5 Sentidos 
- 1. Los 5 Sentidos
- 2. Falta Un Planeta
- 3. Podría Morir
- 4. Tengo La Mas Linda
- 5. No Te Sales De Mi Corazón
- 6. Volveré – Ft Mery Peña
- 7. Su Hija Me Gusta – ft Alajasa
- 8. Le Pongo Sabor
- 9. Corazón
- 10. Debate De 4 (Romeo Santos)
- 11. No Me Atrevo A Hablar Mal Del Amor
- 12. No Puedo Vivir Sin Ti
- 13. Chiringuito
- 14. Maniquí

2015: Un Beso en Paris  
- 1. Yo No Muero En Mi Cama
- 2. Monumento de Mujer
- 3. Aléjate
- 4. Volvamos a Vivir
- 5. Al Mejor Postor
- 6. La Pagaras
- 7. Voy a Romper la Pared
- 8. Un Beso en París
- 9. He Tratado
- 10. Te Amo Mamá
- 11. Fin del Debate
- 12. La Última Canción

## Colaboraciones
- Debate de cuatro con Romeo Santos, Raulín Rodríguez y Antony Santos (2011)
- Dos Hombres Bebiendo - Sergio Vargas (2001)
- Culpables con Jay Ruiz
- Déjame solo con Eunel Nueva Era.
- Corazón envenenado con El Chaval.
- Los Últimos con Romeo Santos (2019)